# Semper Augustus

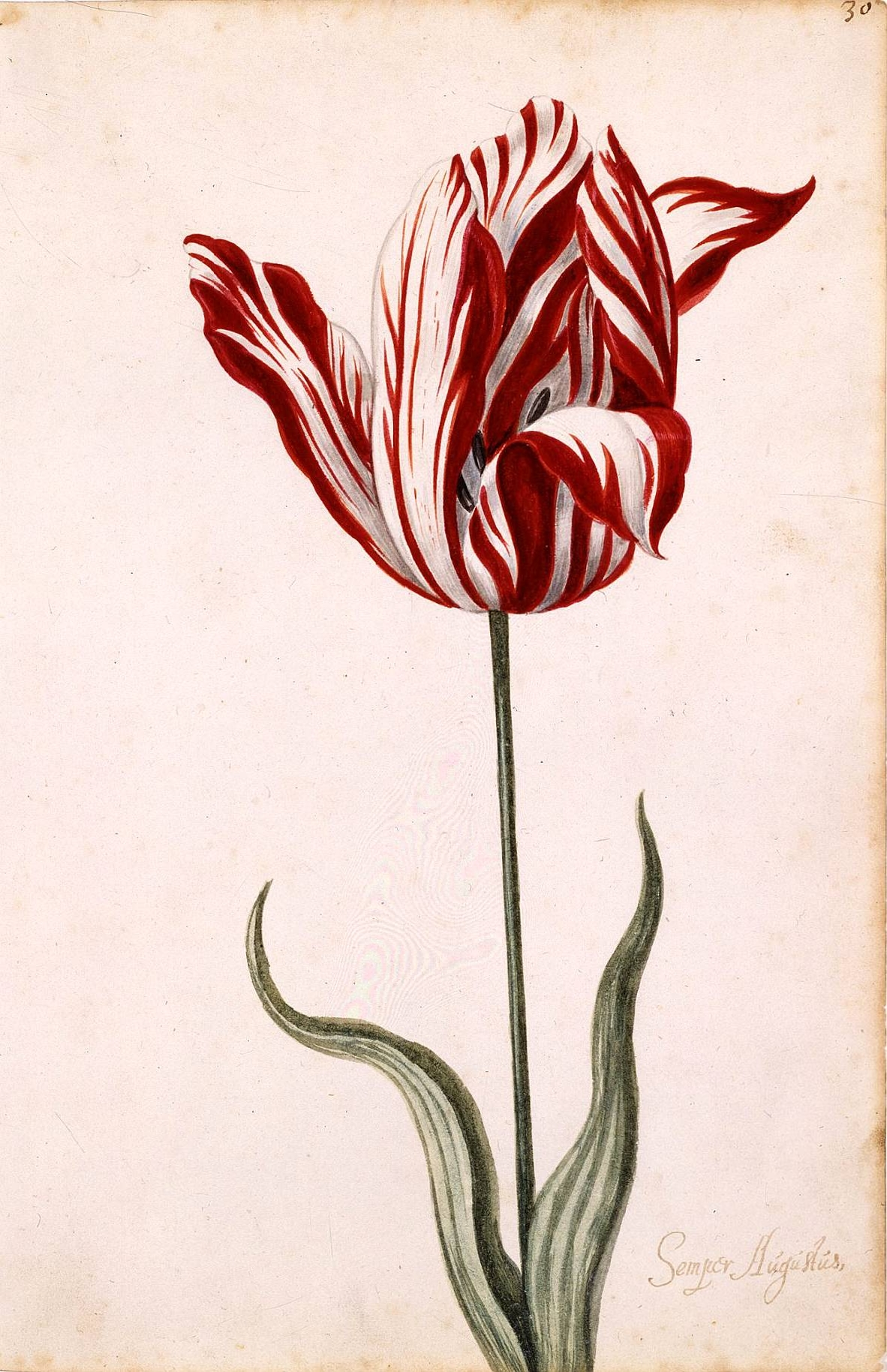
Картина близько 1640-х років

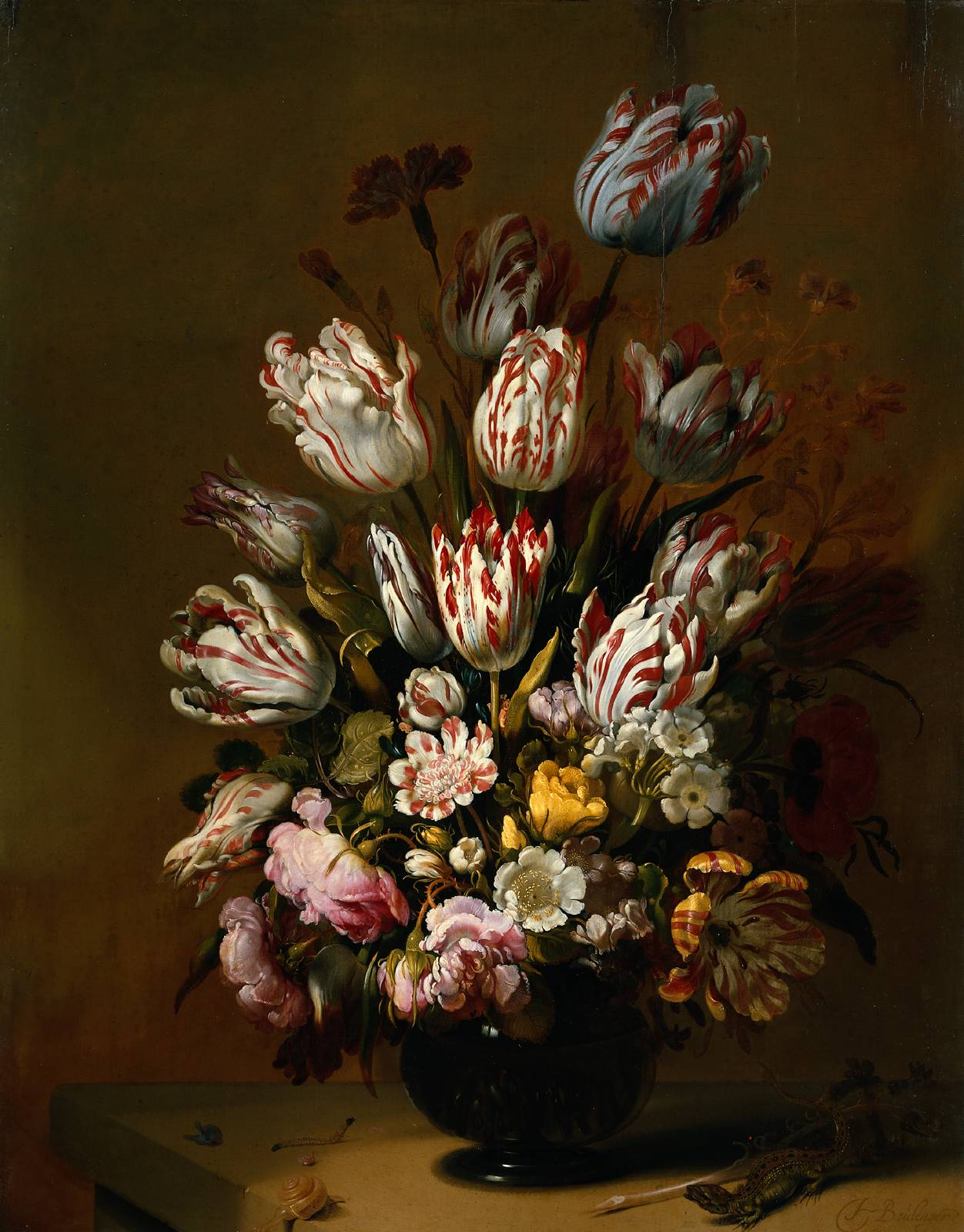
Картина Гайнса Болоньєра

Semper Augustus — назва найвідомішого та найдорожчого тюльпану 17 ст. під час тюльпаноманії.

## Історія
Строкатість квітки викликана вірусом (ймовірно потівірусом), що передавався попелицями. У 1623 році голландський хронікер Ніколас ван Вассанер (нід. Nicolaes van Wassenaer) писав, що лише дюжина особин цього тюльпану існує і усі належать людям, імена яких не розкриваються. Один з них належав власнику Голландської Ост-Індійської компанії, що відмовлявся продавати його через те, що краса квітки була важливіша за гроші. Ціна однієї цибулини зростала аж до 10 000 гульденів (ціна будинку в Амстердамі того часу) перед тим, як у 1637 році ринок тюльпанів обвалився.
Semper Augustus зустрічається на картинах та в літературних творах.